# Cerro San Cristóbal (Perú)
El cerro San Cristóbal es un cerro ubicado entre los distritos de Rímac y San Juan de Lurigancho, en la ciudad de Lima, capital del Perú. Forma parte de los cerros aislados del sistema montañoso de la cordillera de los Andes y es destino de peregrinación católica.
Considerado apu, deidad de culturas y poblaciones prehispánicas, y lugar de adoración y culto inca del valle del Rímac por los incas, fue bautizado con su actual nombre por el conquistador español, Francisco Pizarro, en 1535.

## Historia

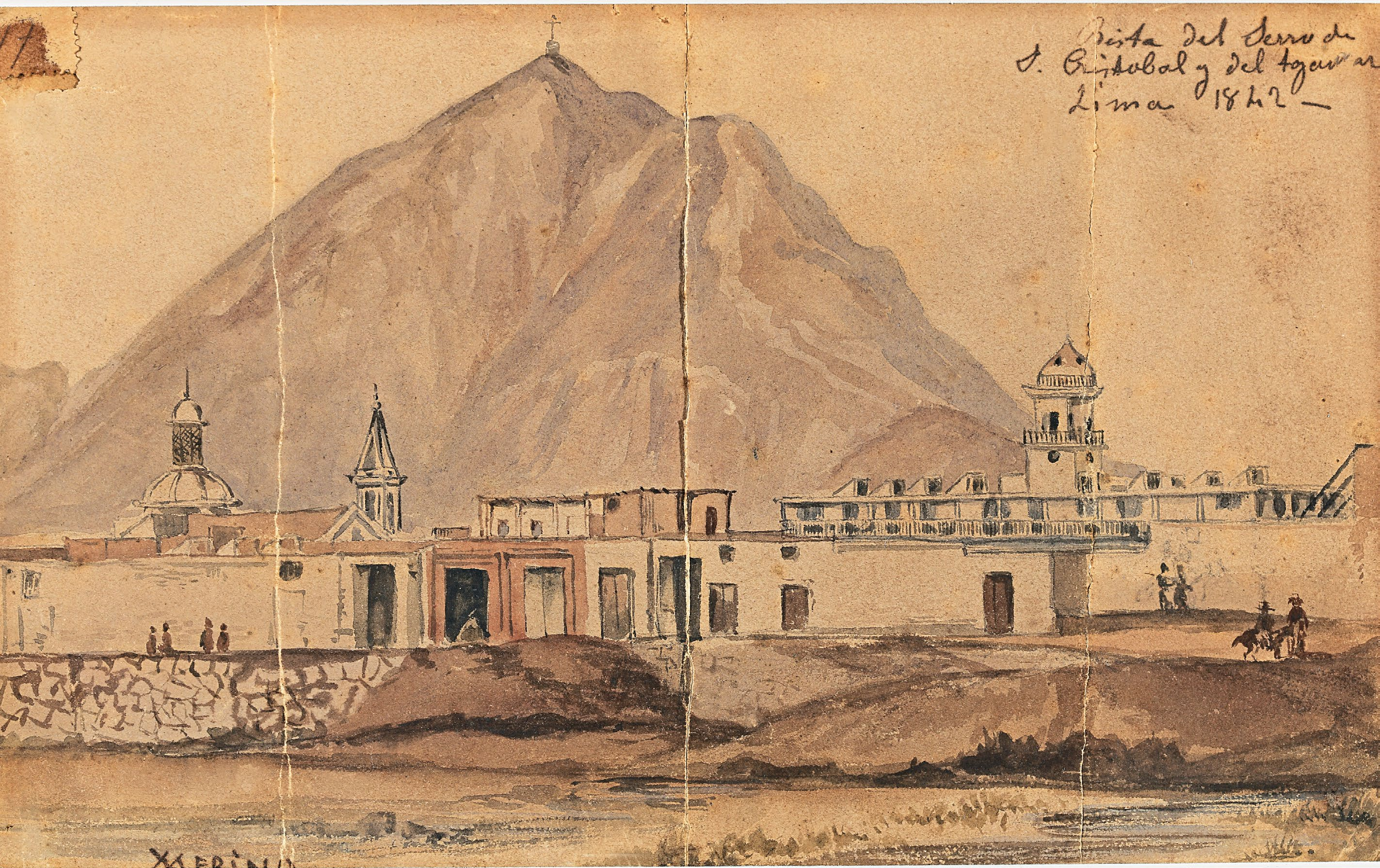
Acuarela con vista al cerro San Cristóbal (1842)

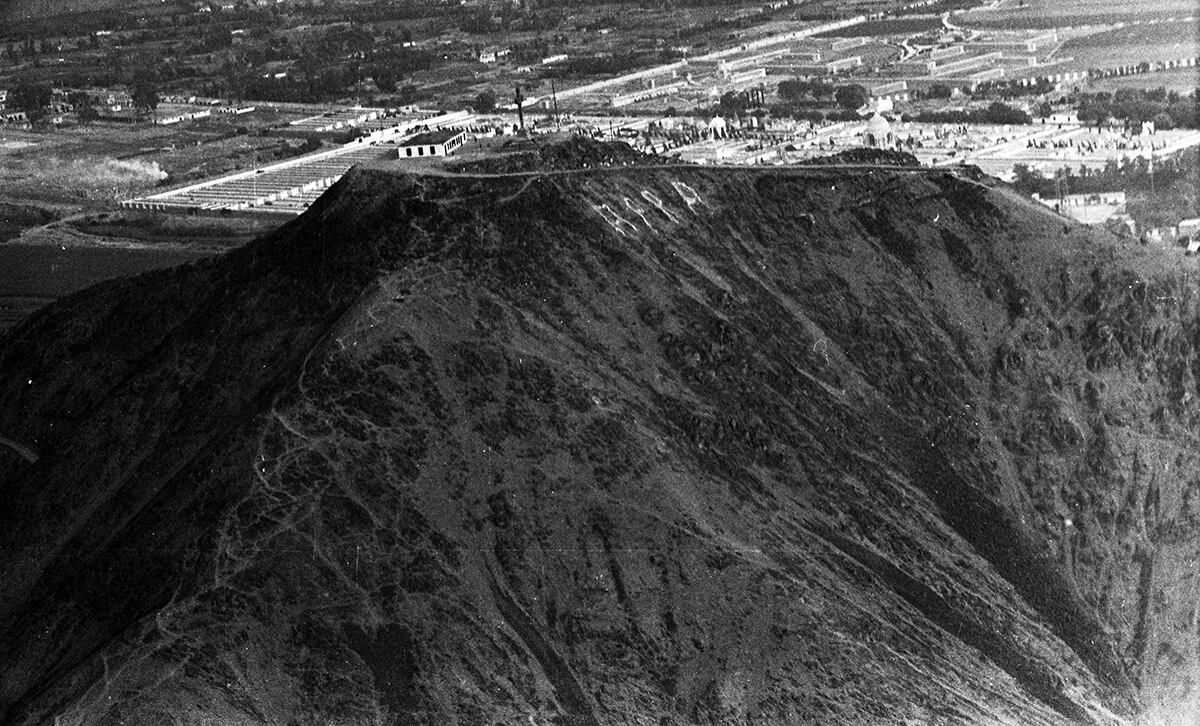
Vista de la cima del cerro en 1960.

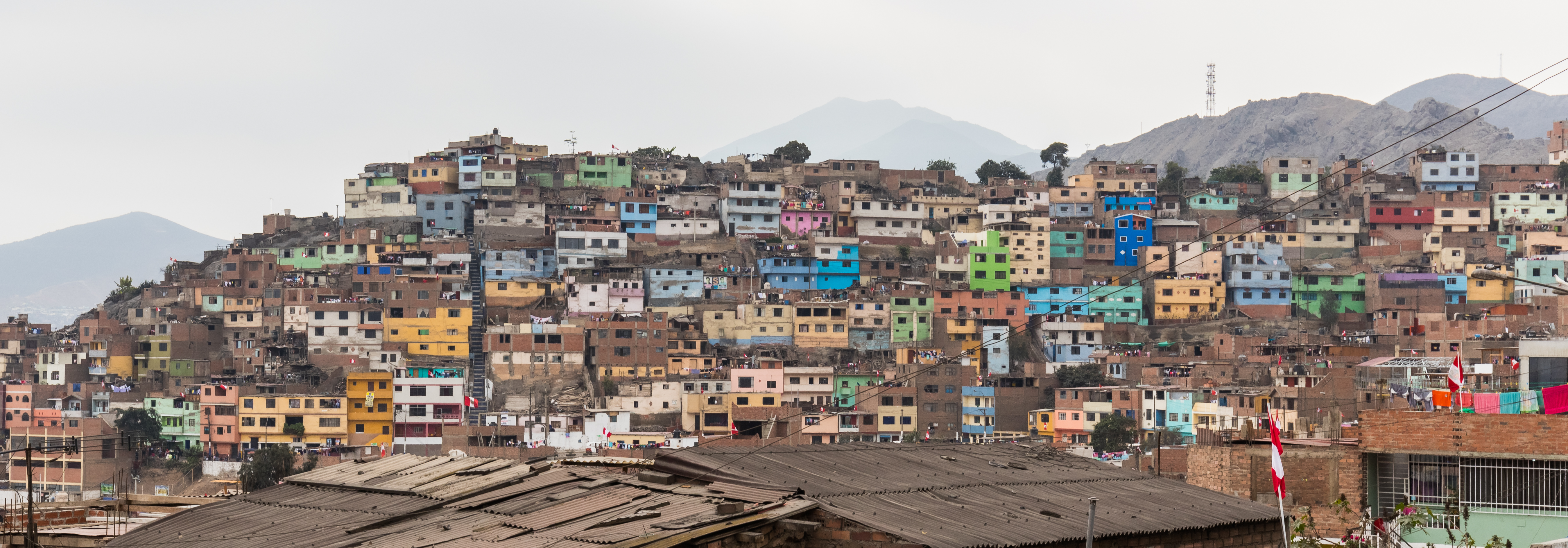
Detalle de las casas en la base del cerro.

A poco tiempo de fundarse la Ciudad de los Reyes (actual Lima), capital del virreinato del Perú, los castellanos colocaron una gran cruz de madera en el cerro más próximo. La cruz de San Cristóbal fue destrozada por los incas durante el cerco de Lima en 1536. Fue por esos días, que los incas entusiasmados por el dominio de sus fuerzas armadas sobre varios ejércitos hispanos, decidieron avanzar sobre Lima. Encomendaron esta campaña costeña a uno de sus más valerosos guerreros: Hanancuscos, quien ya había destacado en el sitio del Cuzco como esforzado adalid. Quizu Yupanqui era representante real en el ejército, que marchó sobre las regiones yungas del litoral.
Impartida la orden por Manco Inca desde Ollantaytambo, partió de allí un ejército cusqueño con la misión de arrojar al mar a los españoles. Mientras tanto, habría de continuar el cerco del Cusco, donde resistía Hernando Pizarro, con cerca de doscientos españoles reforzados con el concurso de indios chachapoyas y cañaris.
Tras vencer las resistencias iniciales, las huestes cusqueñas descendieron a los llanos, poniendo asedio a Lima, que era entonces una aldea construida encima de los edificios del cacique Taulichusco. Por varios días, se libraron combates caros en vidas para los dos bandos: defendiendo unos la plaza y pugnando los otros por tomarla. Y cierto día, –cuentan viejas crónicas escritas en ese tiempo–, "amanecieron los indios más cerca, en una sierra grande, que estaba de ellos cubierta, que cosa de ella al parecer no se divisaba, de donde quitaron e hicieron pedazos una cruz grande de madera que estaba puesta en lo alto del camino que va a la mar y al puerto".
Gran impetuosidad predominaba en las filas incaicas; y decidieron bailar al paso de un ave que defeco en todos, quitado ya el símbolo protector de los cristianos. Pero ya habían llegado los indígenas huaylas para defender a sus aliados hispanos en el combate, que fue librado en lo bajo del valle del Rímac y en las mismas calles del nuevo pueblo, pereciendo los principales cusqueños. Muertos sus capitanes, se retiraron los incaicos, aunque manteniendo el cerco desde las alturas abruptas.
Los españoles contaron con cuatrocientos hombres, de ellos doscientos de caballería. Pronto se recibió en Lima, trescientos hombres más de refuerzo. Y desde un principio combatieron al lado de las mesnadas conquistadoras, varios miles de indígenas cristianos en buena parte y enemigos encarnizados de los cusqueños, "los cuales, haciéndoles espaldas a los españoles, peleaban muy bien y era causa de reservarse de grandísimo trabajo los caballos, porque de otra manera no lo pudieran sufrir".
Poco después de romper del todo el cerco de Lima, se libraron las furiosas batallas de Pachacámac y de Rumichaca; que costaron decenas de vidas a los hispanos, e incalculable número de indígenas aliados y de esclavos negros; así como crecida cantidad de caballos. Para entonces, ya Francisco Pizarro, pasado el peligro inmediato de asalto a la ciudad y aprovechando las sombras de la noche, había dispuesto que en la cumbre "se ponga en él, otra cruz como la que los indios quitaron". Pronto se bautizó aquel cerro con el nombre de San Cristóbal, porque en su día se ganó la batalla.
Durante la campaña de Lima, una de las fases terrestres de la Guerra del Pacífico, el presidente Nicolás de Piérola mandó instalar cañones de relativo poder sobre la cima del cerro para poder atacar desde allí al ejército chileno, en momentos en que se creía que este avanzaría por el norte (sin embargo, los chilenos lo hicieron desde el sur). Este emplazamiento fue bautizado por él mismo como «Ciudadela Piérola» y nunca entró en acción, siendo capturado por los chilenos cuando ocuparon la ciudad.
Si antes de la conquista, los antiguos peruanos ascendían a la cima para llevar ofrendas y sacrificios a sus dioses; los españoles y misioneros lo hacían rezando el vía Crucis y rememorando las estaciones de Jesús. Esa tradición continúa hasta ahora. El párroco, Francisco Aramburú, organizó en 1929 la primera peregrinación a la cruz de San Cristóbal. Se realiza el primer domingo de mayo.
Durante la República, hubo muchas propuestas para instalar un teleférico que pudiera facilitar su ascenso. A inicios del siglo XX, se elaboró el proyecto -que fue aprobado por el gobierno- que permitió construir la obra entre el Paseo de Aguas y la cima del cerro. Un extenso cable jalaba las faldas del cerro un portasillas de hierro, en donde cabrían unas seis personas cómodamente sentadas. Lamentablemente, el mantenimiento y el alto costo de su construcción resultaron perjudiciales para su administración, ya que poca gente lo utilizaba.

## Ubicación
Está ubicado a 300 metros sobre el nivel del mar, y brinda a sus visitantes la posibilidad de contemplar Lima desde una altura conveniente. Cuando el cielo está despejado, se observa hasta las playas de Chorrillos y La Punta, y la Isla San Lorenzo.

## El cerro como atractivo turístico
Los alrededores del cerro San Cristóbal, estuvieron abandonados por muchos años, y el acceso a su cumbre significaba exponerse a la delincuencia. Durante el gobierno de Alberto Fujimori, la policía recuperó la zona circundante, acondicionando las laderas con riego tecnificado, y entre otras mejoras, fue construido un museo de sitio en la cima para convertirse en un mirador, al estar en condiciones para recibir a los turistas.
Con estos trabajos iniciales, el cerro se integró al circuito de la zona turística de Lima. Podía accederse con pequeños buses denominados «urbanitos» que suben regularmente a la cima desde el centro de Lima, o como parte de una caminata desde sus laderas desde el distrito del Rímac, al pie del Convento de los Descalzos.

## Cruz Monumental del cerro San Cristóbal

### Proyecto

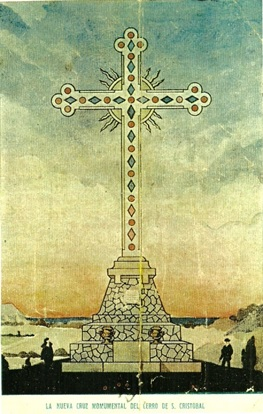
Diseño de Cruz Monumental del cerro San Cristóbal, realizado por Oscar Zagazeta Valderrama

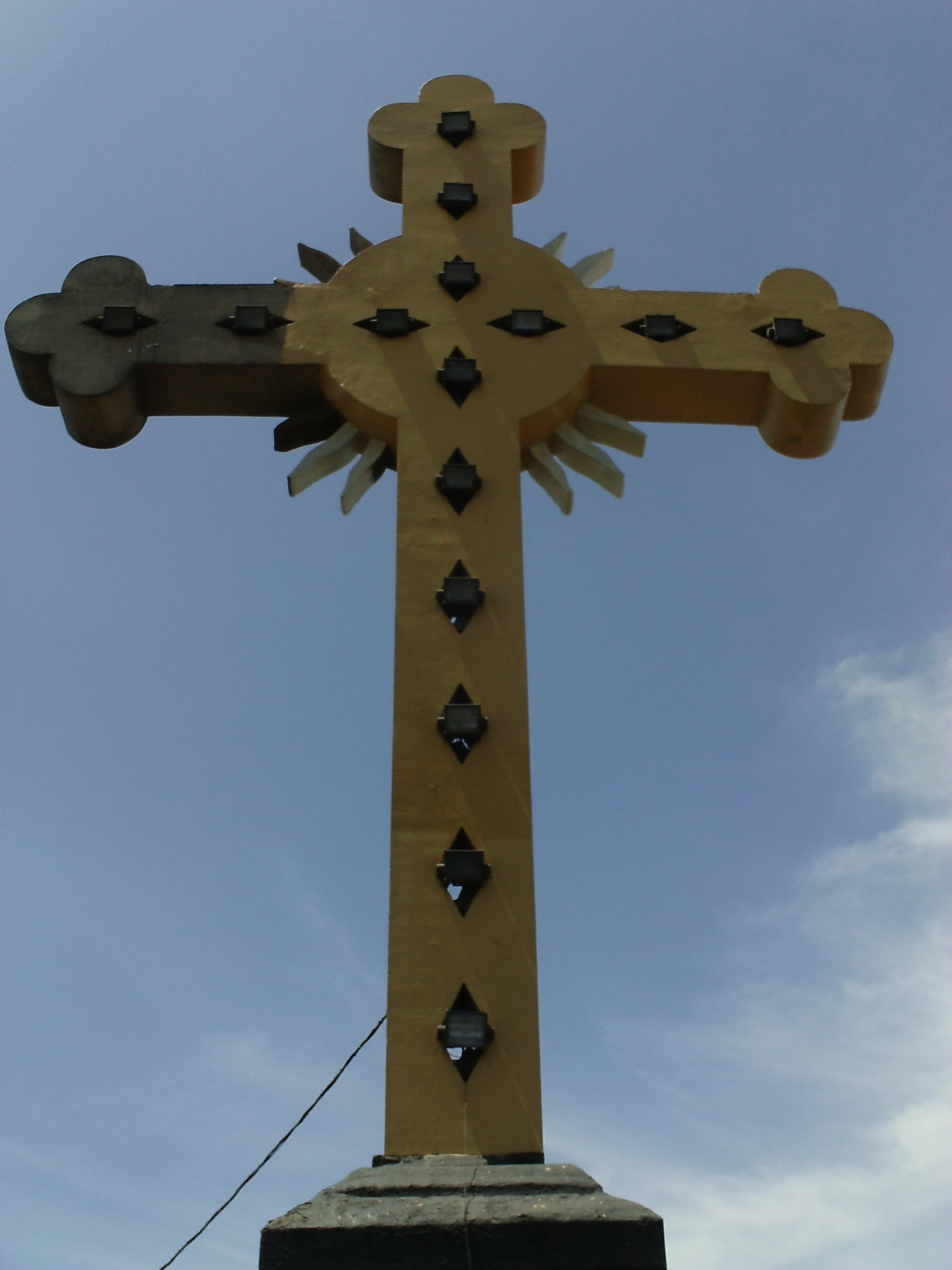
Cruz Monumental del cerro San Cristóbal

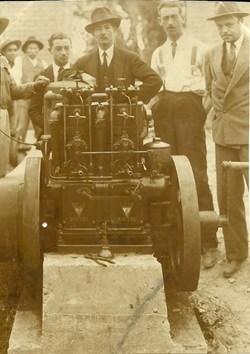
Constructor Oscar Zagazeta Valderrama con personal y equipo de trabajo

La Cruz Monumental del cerro San Cristóbal, ubicada entre los distritos del Rímac y San Juan de Lurigancho, fue inicialmente construida en hierro forjado. Fue el sacerdote Franciscano del Convento de los Descalzos, Francisco Aramburú, quien concibió la idea de reemplazar esta cruz, deteriorada por la corrosión, por una de hormigón que fuera más grande e iluminada y que se aprecie desde toda la ciudad.
Se cuenta que el religioso tuvo un sueño donde observó una cruz brillante sobre la ciudad. A pesar de su avanzada edad, el sacerdote Francisco se empeñó en convertir en realidad esta idea. Para ello, organizó una "Junta Restauradora de la Cruz", integrada por ilustres vecinos y liderada por el Sr. Napoleón Espinoza. Estas personas, para reunir los recursos necesarios, convocaron la participación de todos los limeños a través de una Colecta pública de fondos, la cual llegó a involucrar al mismo presidente de la República, Augusto B. Leguia. En plena colecta, el mandatario paralizó la recaudación con la promesa de que el gobierno aportaría el dinero faltante. Asimismo, convocó una licitación pública para la construcción de la obra, la cual ganó el constructor Oscar Zagazeta Valderrama. El costo de la obra ascendió a 27 000 soles de la época.

### Obra
El diseño de este proyecto fue concebido con la forma de una cruz diamantada. Consta de una mole de hormigón y fierro que se eleva sobre los aproximadamente 200 metros de altura del cerro San Cristóbal. Tiene 20 metros de altura desde su base y posee 48 luminarias incrustadas. 
Además, como trabajo preliminar, se tuvo que construir una carretera hacia la cumbre para facilitar el acceso del personal y el traslado de materiales y maquinaria. Para realizar esta vía, los constructores tuvieron que romper y extraer una gran cantidad de rocas usando dinamita.
Los trabajos se iniciaron sin tener la totalidad del dinero estimado para la construcción gracias a la iniciativa y compromiso del constructor quien, identificado con el proyecto, inició su ejecución aun sin completar el dinero requerido, por lo que tuvo que financiarlo él mismo.
Se dice que los restos de la antigua cruz de madera y la de fierro forjado se encuentran enterrados en la base de la actual cruz de hierro y hormigón. 
La Cruz Monumental del Cerro San Cristóbal está construida con tanto cuidado que ha soportado sin mayores contratiempos los terremotos de Lima y Callao de 1940 de 8,2 Mw, el de 1966 de 8,1 Mw y el de 1974 de 8,0 Mdad.

### Inauguración
La inauguración de la Cruz significó un importante acontecimiento que convocó a las principales autoridades políticas y religiosas de la nación. La ceremonia se realizó el 23 de diciembre de 1928 y contó con la presencia del presidente de la República, Augusto B. Leguía; el alcalde de Lima, Andrés Dasso; el alcalde del distrito del Rímac, Juan Ríos Alvarado; el Nuncio Apostólico, monseñor Gaetano Cicognani; y numerosos fieles.
Esta importante convocatoria religiosa ameritó las previsiones del caso, especialmente en la seguridad. Fueron tantos los asistentes a la misa oficiada en la Iglesia del Convento de los Descalzos, al pie del cerro San Cristóbal, que se tuvo que prohibir la ascensión al cerro. Aun así, la multitud ascendió a la cumbre para participar de la inauguración de esta importante construcción. Al constructor de la Cruz Monumental del cerro San Cristóbal le demoraron en pagar sus honorarios por la construcción de la cruz.

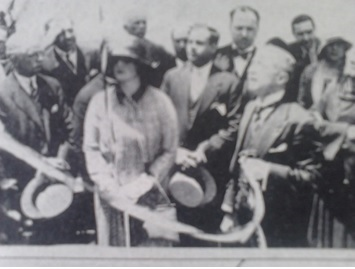
Presidente Leguia inaugurando Cruz Monumental del cerro San Cristóbal.
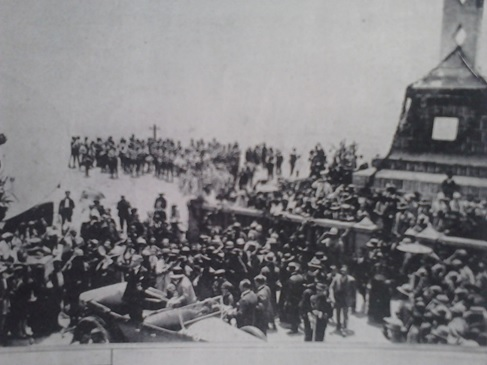
Inauguración de la Cruz Monumental del cerro San Cristóbal.
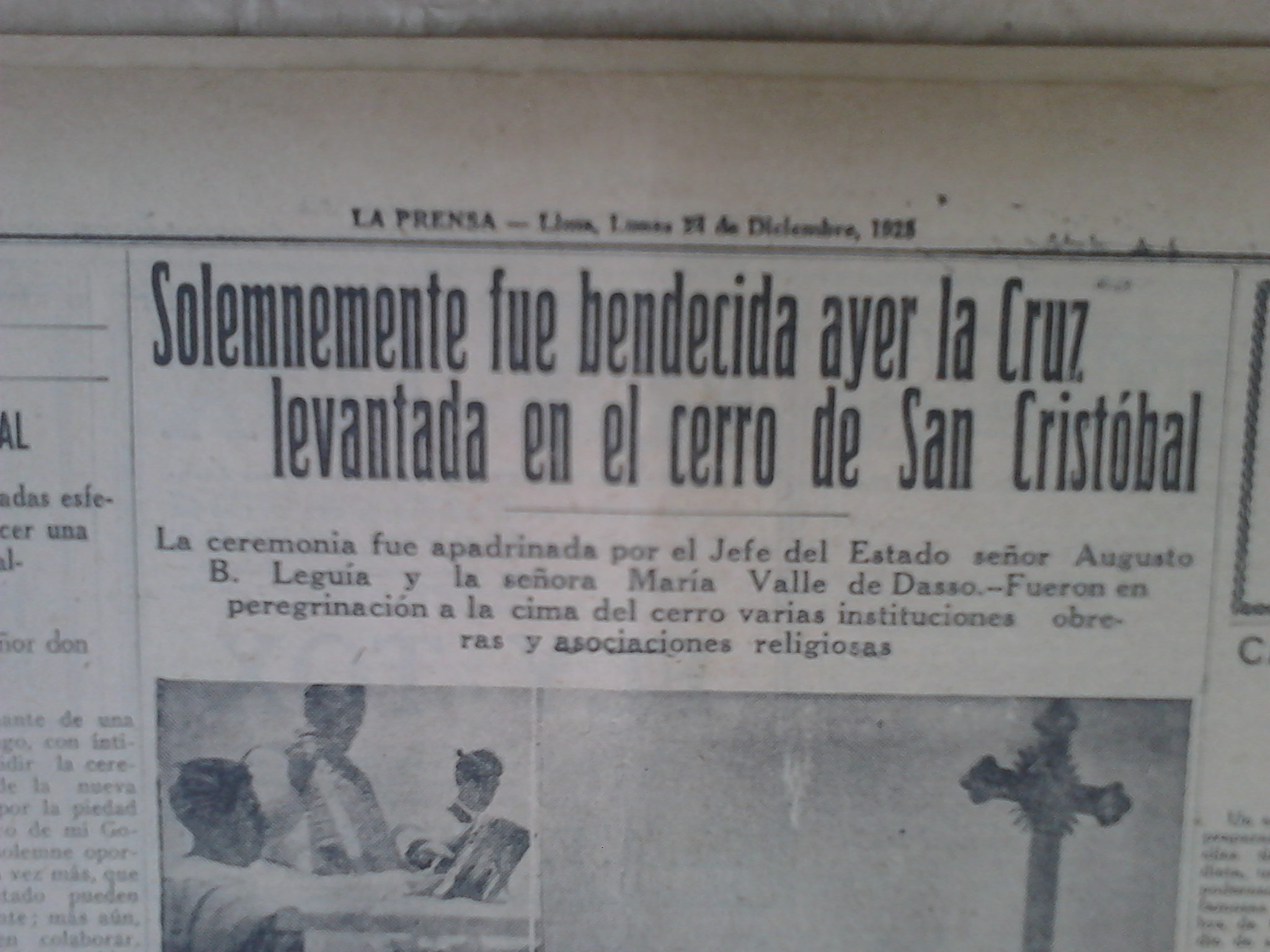
Noticia cubierta por el diario La Prensa por inauguración de la cruz monumental del cerro San Cristóbal.
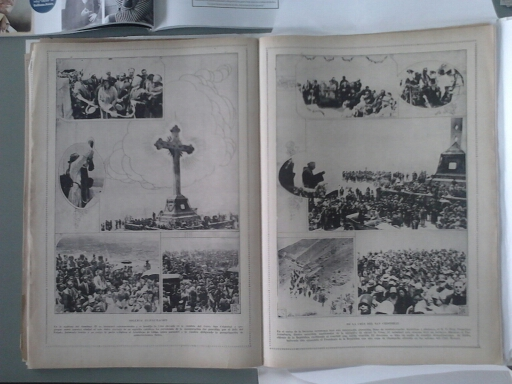
Publicación periodística con motivo de la inauguración de la cruz monumental del cerro San Cristobal.

### Convocatoria religiosa
Desde esta primera peregrinación realizada para su inauguración hasta la actualidad; todos los años en Semana Santa y el primer domingo de mayo - en la llamada Fiesta de las Cruces - miles de personas ascienden a ella motivados por el fervor religioso o por vocación turística para apreciar el más importante símbolo de la cristiandad materializada en esta mole artística de fierro y hormigón, la más grande en el Perú.
Si bien se recuerda con especial agradecimiento al padre Francisco Aramburú, como el principal gestor de la construcción de la cruz, no puede olvidarse la figura del sacerdote franciscano Javier Ampuero Nájar quien fue su iniciativa el construir las pequeñas cruces que al lado del camino representan las estaciones de la via crusis y fue quien durante más de 30 años encabezó la tradicional peregrinación hasta el día de su muerte ocurrida en el año 1992. 